# Semisingle
 Der er for få eller ingen kildehenvisninger i denne artikel, hvilket er et problem. Du kan hjælpe ved at angive troværdige kilder til de påstande, som fremføres i artiklen.

Begrebet "Semisingle" (semi-single) er et forholdsvist nyt begreb indenfor datingverdenen og er endnu ikke optegnet som enkeltstående begreb noget sted.
Begrebet er opstået i relation til, at mange voksne i dagens Danmark har relationer – forhold – som minder om kæresteforhold, men stadig betragter sig som singler, da de nok nyder deres forhold, men ikke kan se dem selv sammen i et længerevarende kæresteforhold – og derfor har åbnet muligheden for et nyt og mere givende forhold.
Begrebet bliver både brugt hvor sex indgår som den vigtigste del af forholdet OG ELLER når andre værdifulde menneskelige behov bliver dækket (som f.eks. fælles interesser), mens der mangler dét der skal til, for at fuldstændiggøre et "ægte" kæresteforhold.
Begrebet er til dels synonymt med begrebet "legekammerat" i visse sex-relaterede grupper. 
Semisingle kan oversættes til: "Halv-enlig", "halv-kæreste", "halv-ungkarl", "halv-ungkarlepige".